# Układ UTM

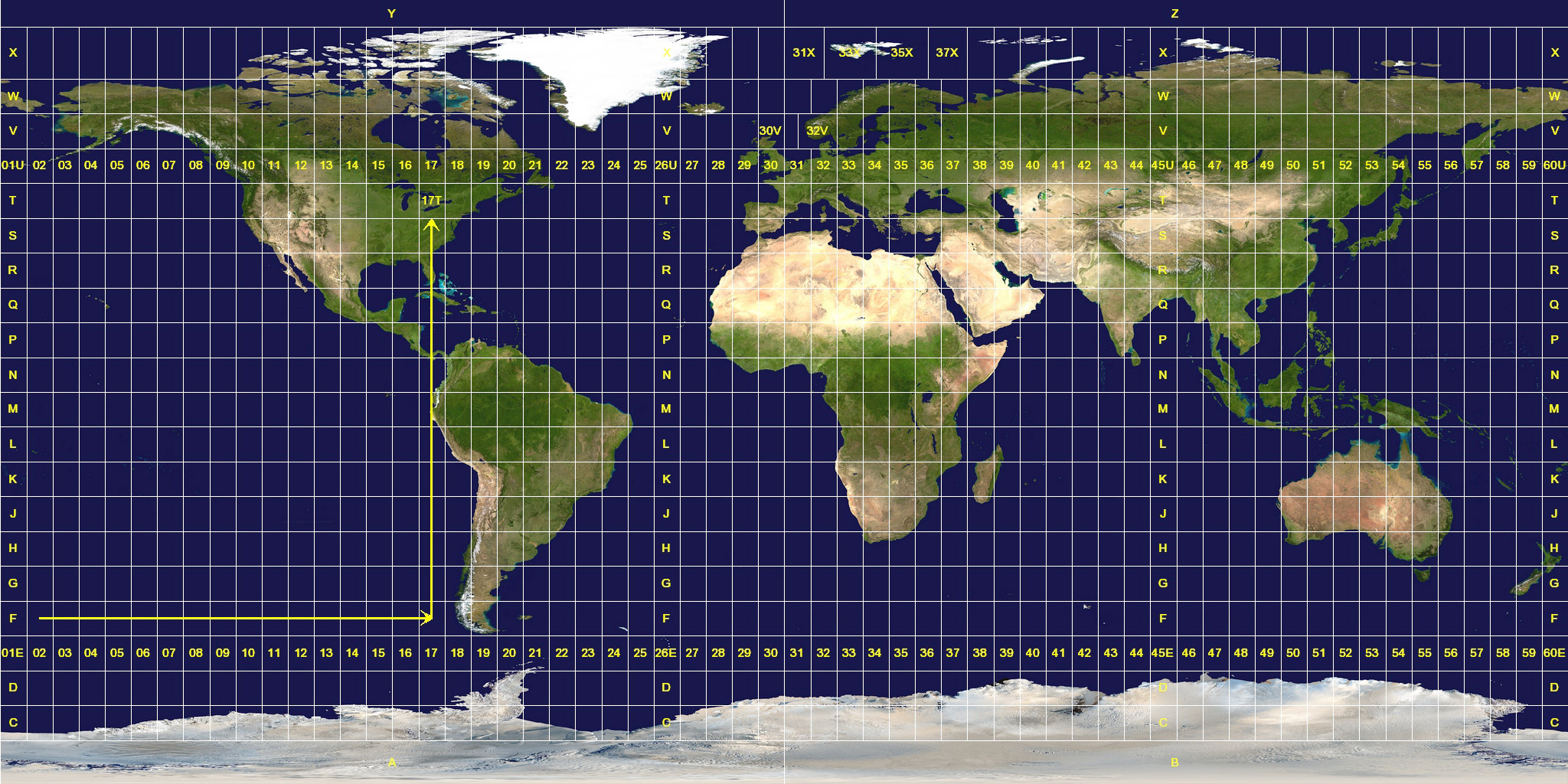
Siatka UTM

Układ UTM  (ang. Universal Transverse Mercator) – układ utworzony na podstawie matematycznie jednoznacznego przyporządkowania punktów na elipsoidzie odniesienia WGS 84 odpowiednim punktom na płaszczyźnie według teorii odwzorowania poprzecznego Merkatora. Stosowany jest dla map topograficznych. Układ ten tworzy system meldunkowy dzieląc każdą z południkowych stref na czworoboki sferyczne, każdy o wysokości 8°. Czworoboki te identyfikuje się poprzez kod cyfrowo-literowy np. 34 U. Każdy z tych czworoboków dzieli się dalej na kwadraty o boku 100 km, oznaczane za pomocą kombinacji cyfr (w odróżnieniu od systemu MGRS, gdzie te kwadraty oznaczanie są kombinacją liter).

## Podstawy
Odwzorowanie dla układu UTM oparte jest na tych samych zasadach matematycznych jak odwzorowanie Gaussa-Krügera, z następującymi różnicami:
- odwzorowanie poprzeczne walcowe wiernokątne, walec jest sieczny do elipsoidy symetrycznie względem południka osiowego danej strefy,
- skala liniowa w południkach środkowych (osiowych) każdej strefy wynosi m0 = 0.9996, a zniekształcenie liniowe 40 cm/km,
- w każdej strefie istnieją dwie równoległe do południka osiowego linie (obrazy kół siecznych) odwzorowujące się bez zniekształceń (m0 = 1), odległe od niego o 180 km,
- zastosowano tu 6° pasy południkowe w układzie słupów Międzynarodowej Mapy Świata 1 : 1 000 000,
- w najbardziej oddalonych od południka osiowego punktach położonych na równiku (3°, czyli około 333 km) skala liniowa wynosi m0 = 1.00097,
- zmiana skali w zależności od odległości od południka osiowego ma przebieg paraboliczny,
- siatka kilometrowa układu UTM oparta jest na osiach: N – obraz południka osiowego (Northing – oś X u Gaussa-Krugera) oraz E – obraz równika (oś Y),
- współrzędne punktów początkowych układów współrzędnych prostokątnych w każdym pasie: E = 500 km, N = 0 km,
- UTM stosuje się dla powierzchni kuli ziemskiej pomiędzy równoleżnikami 84° N a 80° S,
- odwzorowanie dzieli powierzchnię elipsoidy na 60 stref po 6° długości każda, ponumerowanych od 1 do 60 (zaczynając od południka 180° – wzrost numerów na wschód, czyli pierwszy południk osiowy to 177° W), wyjątkiem jest strefa 32 (między 56° i 64°szerokości geograficznej północnej), która jest rozszerzona do 9° (od 3° do 12° E), co skutkuje tym, iż strefa 31 ma szerokość 3° (od 0° do 3° W).

## Historia
Na IX Konferencji Międzynarodowej Unii Geodezyjnej i Geofizycznej w Brukseli w 1951 podjęto uchwałę zalecającą wprowadzenie we wszystkich krajach świata jednolitego odwzorowania kartograficznego do analitycznego opracowania wyników pomiarów geodezyjnych (triangulacji) oraz do map topograficznych. Jako powierzchnię odniesienia zalecano zastosowanie elipsoidy Hayforda (z 1910), uznaną jeszcze w 1924 za "międzynarodową". Jako najodpowiedniejsze Konferencja uznała odwzorowanie nazwane Uniwersalnym Poprzecznym odwzorowaniem Merkatora na cześć twórcy m.in. Wielkiej Mapy Ziemi z 1569, przeznaczonej dla żeglugi i opracowanej w odwzorowaniu walcowym równokątnym, nazywanym odwzorowaniem Merkatora od pseudonimu jaki nosił słynny flamandzki geometra i kartograf Gerhard Kremer.
W Europie już przed wojną (1936) wystąpiono z inicjatywą łącznego opracowania triangulacji europejskich, co pozwoliloby ujednolicić geodezyjny układ odniesienia. Do tego zadania po wojnie przystąpiły kraje zachodnioeuropejskie tworząc na początku lat 50. europejski układ współrzędnych (ujednolicona triangulacja wyliczona na elipsoidzie Hayforda, z punktem początkowym triangulacji w Poczdamie). W państwach należących do NATO dla części map topograficznych zaczęto wprowadzać odwzorowanie i siatkę UTM, także w Stanach Zjednoczonych i Kanadzie.
W końcu lat 80. i na początku 90. XX wieku rozpoczęto tworzenie nowego europejskiego systemu odniesienia (ETRF) opartego na geocentrycznej elipsoidzie przyjętej dla systemu GRS 80 (Geodetic Reference System 1980 – Geodezyjny System Odniesienia 1980) i na podstawowej sieci geodezyjnej wyznaczonej z obserwacji GPS. Sieć ta objęła znaczną część Europy.

## Układ UTM w Polsce
Od roku 2012 na terenie Polski układ UTM, zgodnie z państwowym systemem odniesień przestrzennych posiada oznaczenie PL-UTM. Obszar Polski obejmują trzy pasy południkowe o rozciągłości równej 6º długości geodezyjnej każdy, o południkach osiowych – 15ºE, 21ºE i 27ºE, oznaczone odpowiednio numerami – 33, 34 i 35. Układ współrzędnych PL-UTM stosuje się na potrzeby wydawania standardowych opracowań kartograficznych w skalach od 1:10 000 do 1:250 000, wydawania map morskich oraz wydawania innych map przeznaczonych na potrzeby bezpieczeństwa i obronności państwa. Zastosowanie, elementy oraz parametry techniczne m.in. układu UTM reguluje rozporządzenie Rady Ministrów z 15 października 2012 roku.

## Siatki UTM

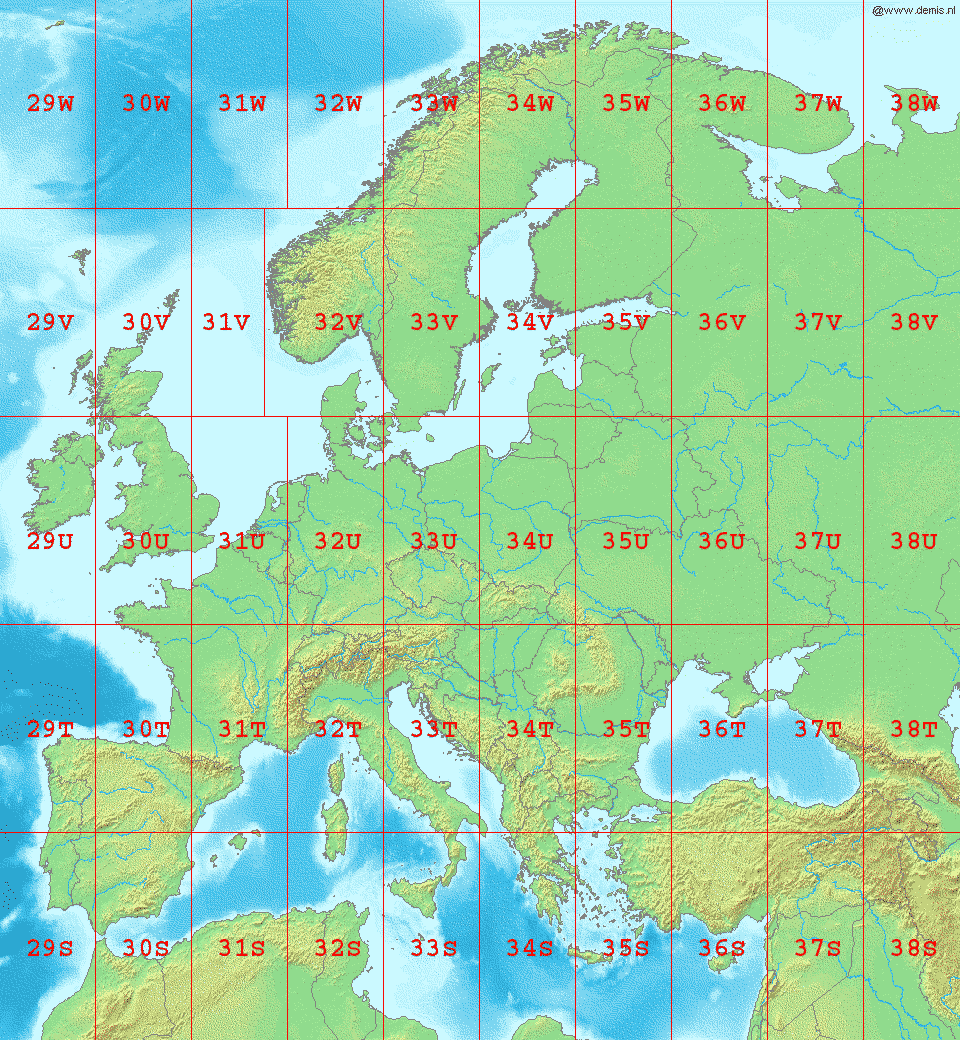
Europa
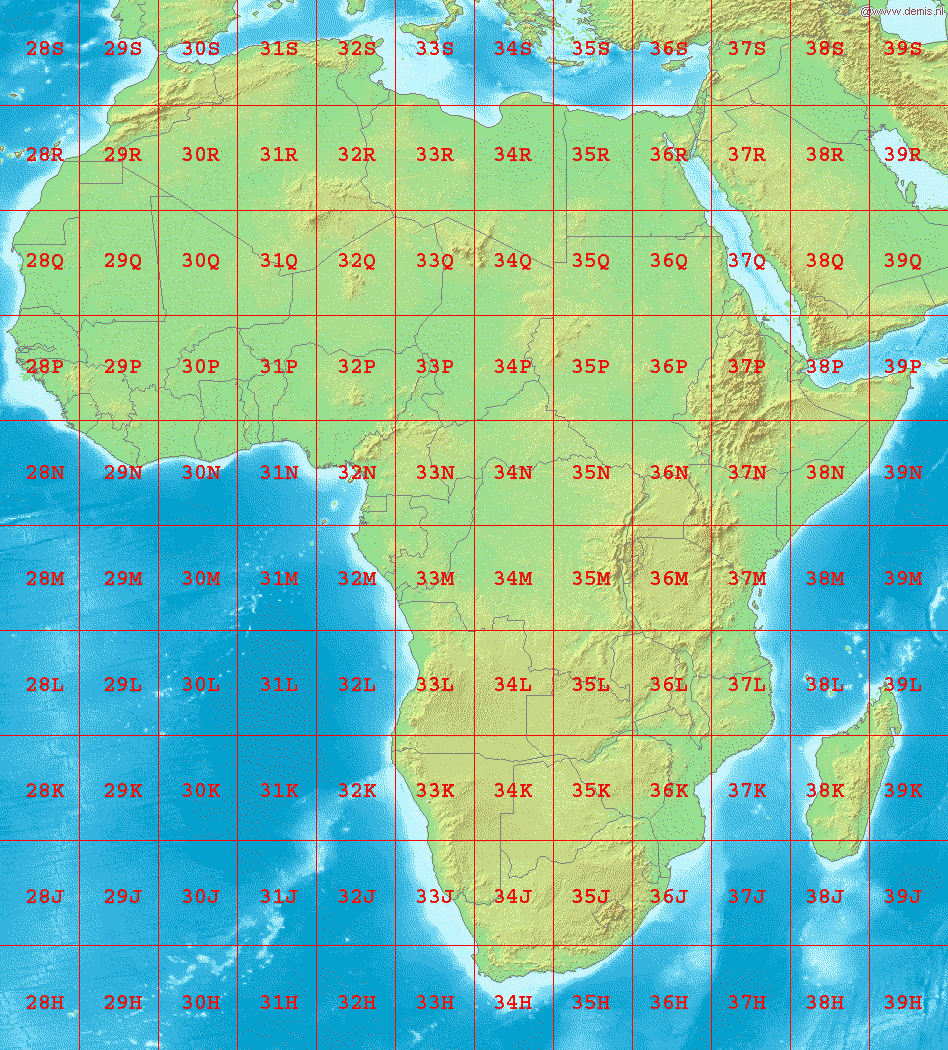
Afryka
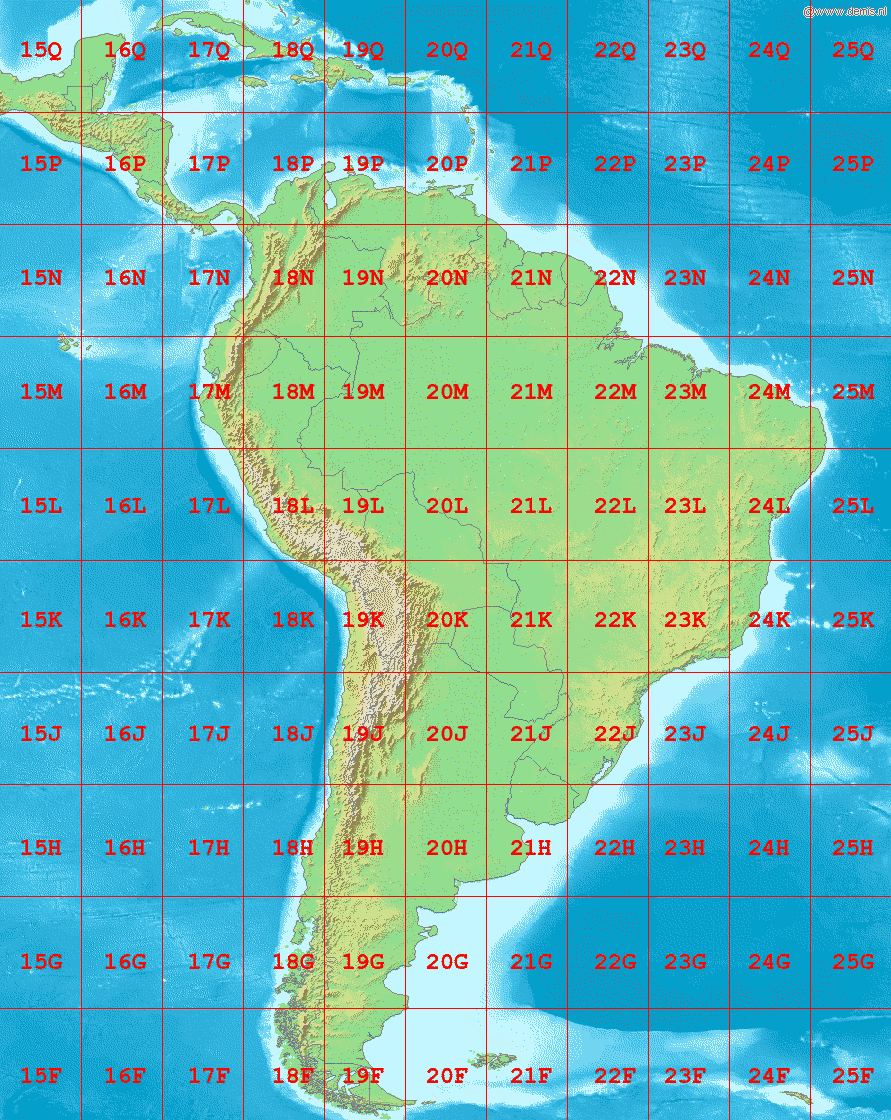
Ameryka Południowa
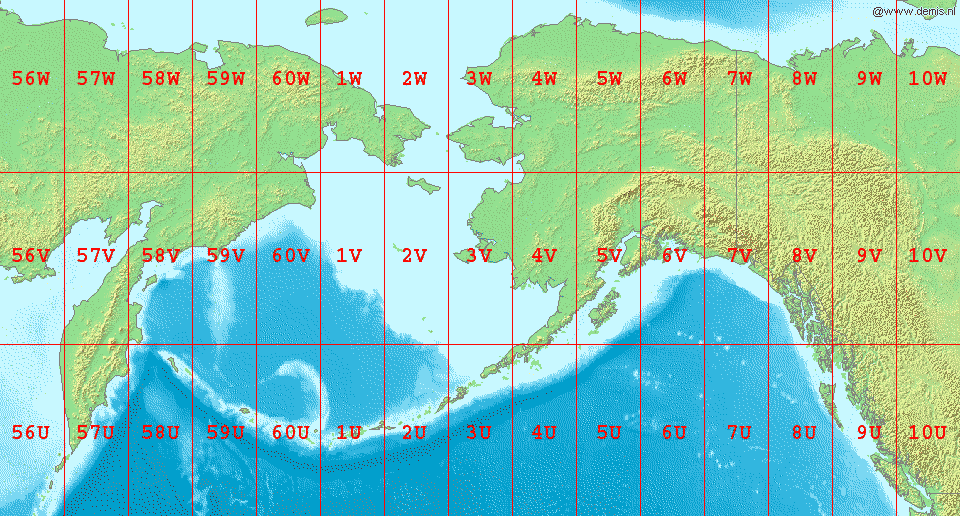
Morze Beringa i Alaska